# Nagypál Béla
Nagypál Béla, Friedenstein (Budapest, 1894. július 19. – Budapest, 1968. június 30.)  magyar színházi karmester, zeneszerző.

## Pályafutása
Friedenstein Ignác zenész és Feldmann Róza (1866–1922) gyermekeként született Budapesten. A Zeneakadémia zeneszerzés szakának elvégzése után 1913-ban a Népoperában kezdte meg karmesteri munkásságát, majd több évre vidékre került. Friedenstein családi nevét 1915-ben Nagypálra változtatta. 1916-ban Pozsonyban feleségül vette Pásztor Ferike énekesnőt, Paszkesz Vilmos és Fischer Cecília lányát. 1920 őszén szerződött vissza Budapestre, a Király Színházhoz. Ezen éveihez fűződnek legnagyobb színpadi sikerei.
Az 1950-es években a Magyar Néphadsereg Színházának zenekarát vezényelte.
Daljátékait a Városi Színházban, operettjeit pedig a Király Színházban játszották szép sikerrel.
Zenekari művei közül a Hungária c. nyitánya emelkedik ki. 
A Kislány, hallod a muzsikát c. dalát az Asszonykám c. operettben énekelték.
A Magyar Rádió népi zenekara több, verbunkos stílusú szerzeményét is lejátszotta.

## Művei
- Lehel kürtje (opera, 1916)
- Asszonykám (1926)
- A cigánykirály (1927)
- A palatinus rózsái (1929)
- Tarantella
- Kék Duna
- Angyalt vettem feleségül